# Goéland d'Arménie
Larus armenicus
Espèce
Statut de conservation UICN

 LC  : Préoccupation mineure
Le Goéland d'Arménie (Larus armenicus) est une espèce d'oiseaux de la famille des Laridae présents dans le Caucase.

## Description
Le Goéland d’Arménie ressemble, par la taille et la forme, au Goéland argenté (Larus argentatus), mais la tête est plus nette et plus arrondie et le bec plus court et plus épais.
Le bec est  jaune avec une tache rouge carmin et une épaisse bande sombre sur les deux mandibules, le bord intérieur de la bande à environ un tiers de la longueur du bec à partir de l'extrémité jaune blanchâtre.
L’ anneau orbitaire rouge, l’iris foncé, à peine plus pâle que la pupille dont la couleur exacte est difficile à définir.
La couverture secondaire possède des extrémités blanches formant une ligne sur le bout de l’aile. En vol, un triangle sombre est visible sur les primaires externes, considérablement plus grand que sur le goéland argenté adulte.

## Répartition
Cet oiseau est résident en Cappadoce et en Arménie, notamment autour du lac Arpi. Il niche également de manière plus dissoute dans les régions avoisinantes et en Anatolie. Il hiverne dans l'est du bassin Méditerranéen et le nord du golfe persique.

## Population
La population mondiale est estimée entre 45 000 et 73 000 individus matures.

## Habitat
L'espèce se rencontre à la fois dans les eaux côtières et intérieures, fréquentant les lacs, les réservoirs, les étangs et les rivières en Arménie, et se nourrissant en outre dans les prairies inondées et les zones irriguées.

## Reproduction

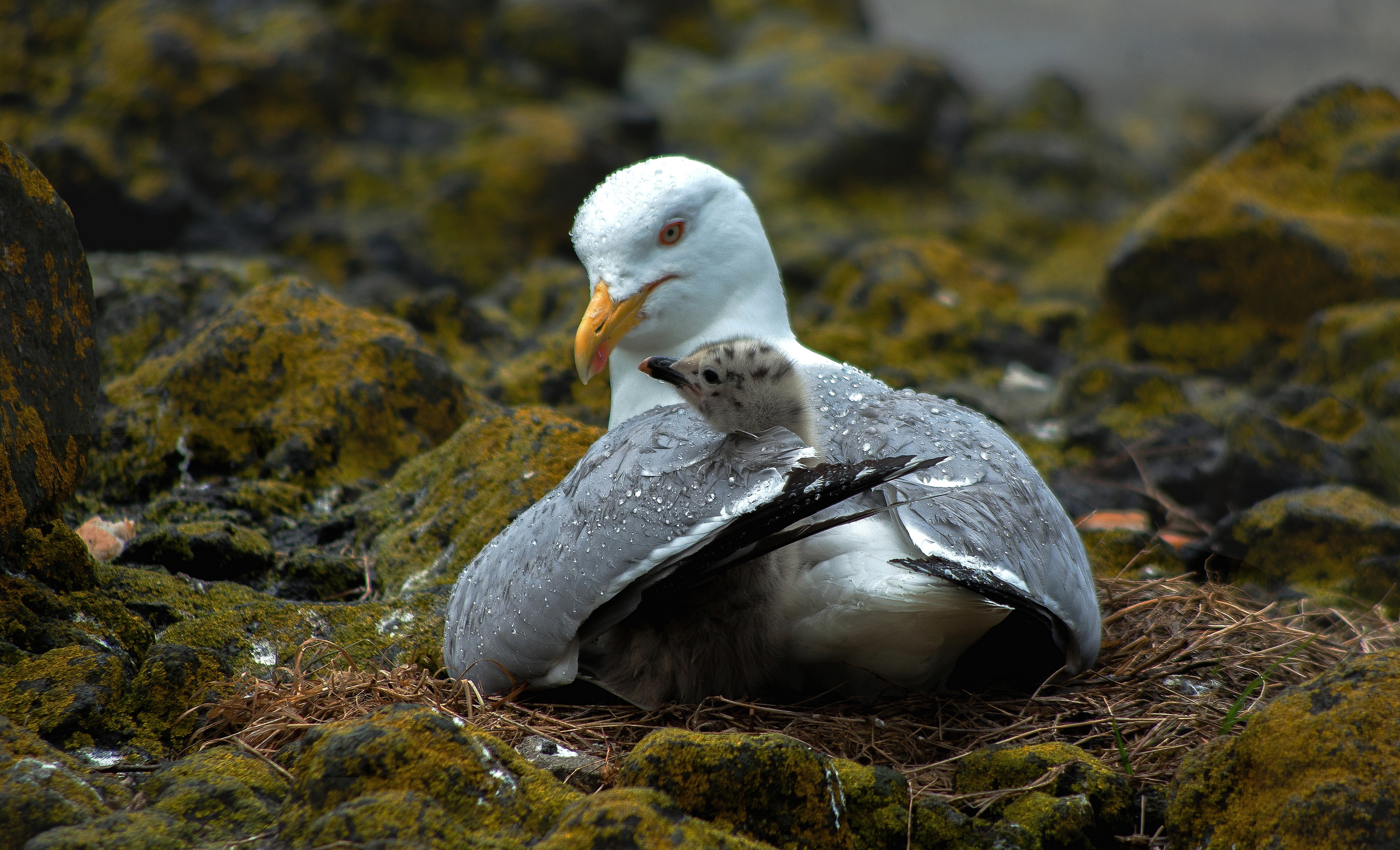
Une maman goélande d'Arménie et son petit, dans le Kaçkar Dağları Millî Parkı, Turquie. Mai 2015.

Il se reproduit le long des rives pierreuses et herbeuses des lacs de montagne.

Sa zone de reproduction s'étend autour des lacs d'Arménie, de Géorgie et de Turquie. Il est également commun en Azerbaïdjan et certaines colonies se trouvent sur les lacs au Moyen-Orient et en Iran.

Il hiverne en Méditerranée orientale, dans les lacs Amers (Egypte), en mer Rouge et dans le golfe Persique.

Nichant en colonies sur les falaises, les roselières, les plages de sable et même dans les champs agricoles, le nid est une structure lâchement composée de végétation herbacée sèche qui contient presque invariablement 3 œufs.

## Alimentation
Son régime alimentaire est constitué de poissons, de petits mammifères, d’insectes et de  rongeurs.

## Menaces
La population mondiale de cette espèce a considérablement diminué dans le passé en raison de la prédation terrestre , de la persécution (due aux dommages qu'elle infligeait aux pêcheries) et de la récolte des œufs.

La reproduction de l'espèce a été considérablement réduite après que le niveau d'eau du lac Sevan (Arménie) a été abaissé en raison de l'extraction pour l'irrigation et la production d'hydroélectricité. 

D'autres menaces en Arménie comprennent le braconnage dans les fermes piscicoles de la plaine de l'Ararat, l'eutrophisation du lac Sevan due à la prolifération d'algues affectant l'approvisionnement alimentaire et de nouvelles baisses du niveau d'eau dues à la réparation des barrages.